# Washington Open 2004
Il Washington Open 2004, noto come Legg Mason Tennis Classic per motivi di sponsorizzazione, è stato un torneo di tennis giocato sul cemento. È stata la 36ª edizione del Washington Open e faceva parte della categoria International Series nell'ambito dell'ATP Tour 2004, Si è giocato a Washington negli Stati Uniti, dal 16 al 22 agosto 2004.

## Campioni

### Singolare
Lleyton Hewitt ha battuto in finale  Gilles Müller con il punteggio di 6–3, 6–4.

### Doppio
Chris Haggard /  Robbie Koenig hanno battuto in finale  Travis Parrott  /  Dmitrij Tursunov con il punteggio di 7–6(3), 6–1.